# Thomas Clausen (Astronom)

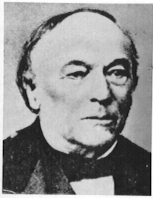
Thomas Clausen

Thomas Clausen (* 16. Januar 1801 in Snogbæk, Gemeinde Sottrup, Herzogtum Schleswig (heute Dänemark); † 12. Maijul. / 24. Mai 1885greg. in Dorpat) war ein dänischer (schleswigscher) Astronom und Mathematiker.

## Leben
Clausen hatte, wie viele damalige Naturwissenschaftler, kein reguläres Universitätsstudium absolviert. Er wurde als Sohn eines armen Kleinbauern im dänischen Nordschleswig geboren und kam 1813 noch des Lesens und Schreibens unkundig als Hütejunge zu dem Pfarrer und Liebhaber der Mathematik Georg Holst in der Nachbargemeinde Nybøl (Nübel), der unter anderem astronomische Beobachtungen anstellte. Holst ermöglichte ihm den Schulbesuch und unterstützte ihn bei der Aneignung elementarmathematischer Kenntnisse. Bei der Schulabschlussprüfung fiel Clausen durch außergewöhnliche Leistungen auf.
Etwa um 1819 kam er auf Empfehlung von Holst zu Heinrich Christian Schumacher nach Altona und veröffentlichte bereits 1823 seine Berechnung der Sternbedeckungen vom Monde zur Bestimmung der geographischen Länge in den Astronomischen Nachrichten. Von 1824 bis 1827 war er an der unter Schumachers Leitung stehenden Sternwarte als Assistent tätig und konnte dort mathematisch viel von Schumachers Gehilfen Peter Andreas Hansen lernen. In dieser Zeit gab es verschiedene Unstimmigkeiten mit Schumacher, u. a. weil sich Clausen in eine Nichte von Schumacher verliebte.

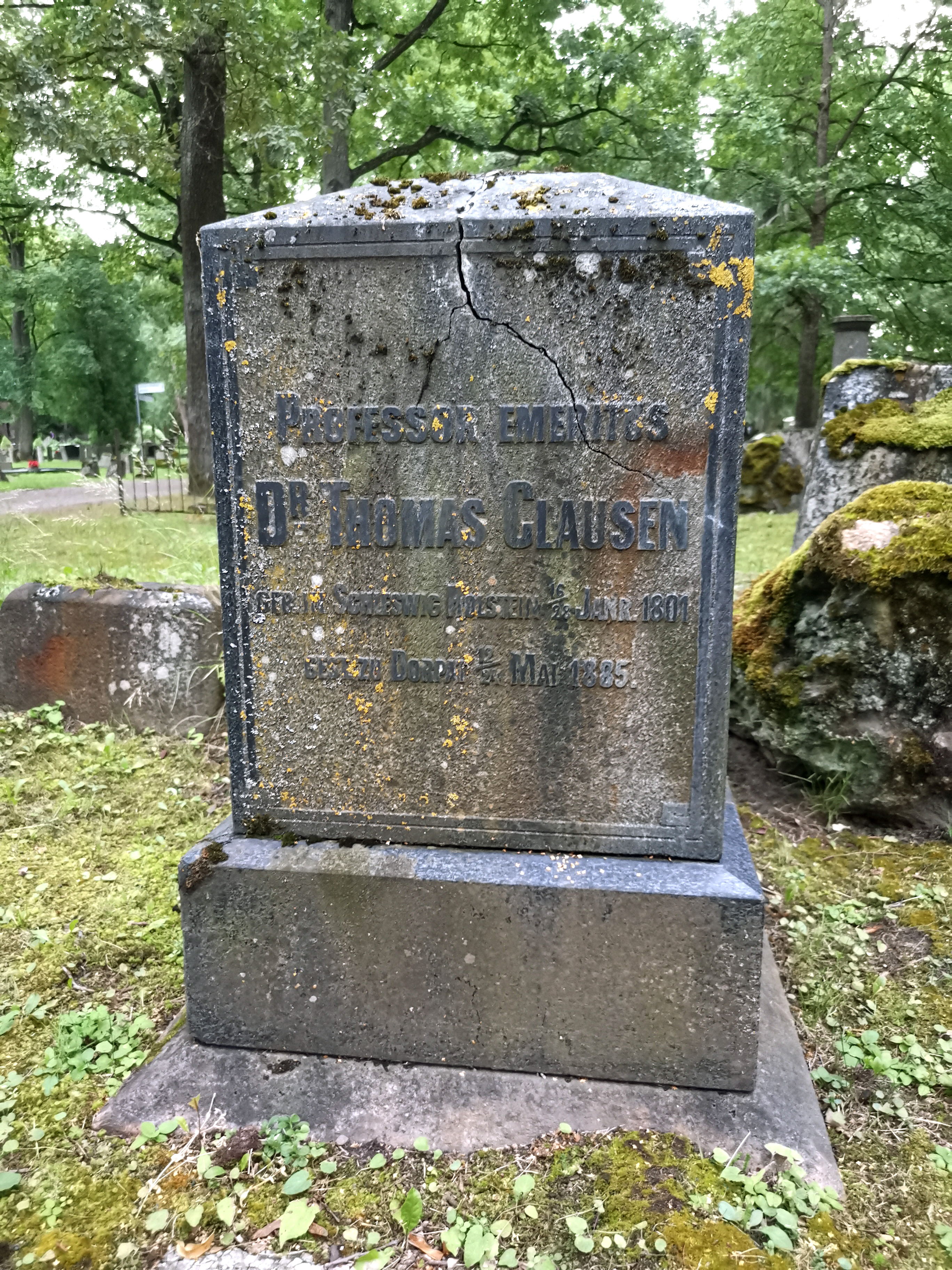
Grab auf dem Friedhof Tartu (Raadi kalmistu)

Im Januar 1827 schloss Joseph von Utzschneider einen Vertrag mit Clausen über eine Tätigkeit in dem berühmten optischen Institut Utzschneiders zu München. Clausen erneuerte daraufhin seine Werbung um Schumachers Nichte, erhielt jedoch eine erneute Ablehnung und Hausverbot, was er als eine sehr empfindliche Kränkung empfand. Erst Ende November 1828 brach Clausen nach München auf und wurde von Utzschneider in seinem Haus aufgenommen. Auch hier kam es zu gewissen Unannehmlichkeiten. 1833 erkrankte er schwer und aus der Zeit 1834 bis 1840 ist über ihn nichts bekannt. Im Juni 1840 kam er nach einer langen Fußreise in einem schlimmen Zustand von München wieder in Altona bei Schumacher an. Zuvor schrieb Gauß an Schumacher

„Es wäre doch sehr zu beklagen, wenn sein wirklich ausgezeichnetes Talent für abstracte mathematik in der Verkümmerung so ganz zu Grunde ginge. Liesse sich nicht etwas für ihn thun?“

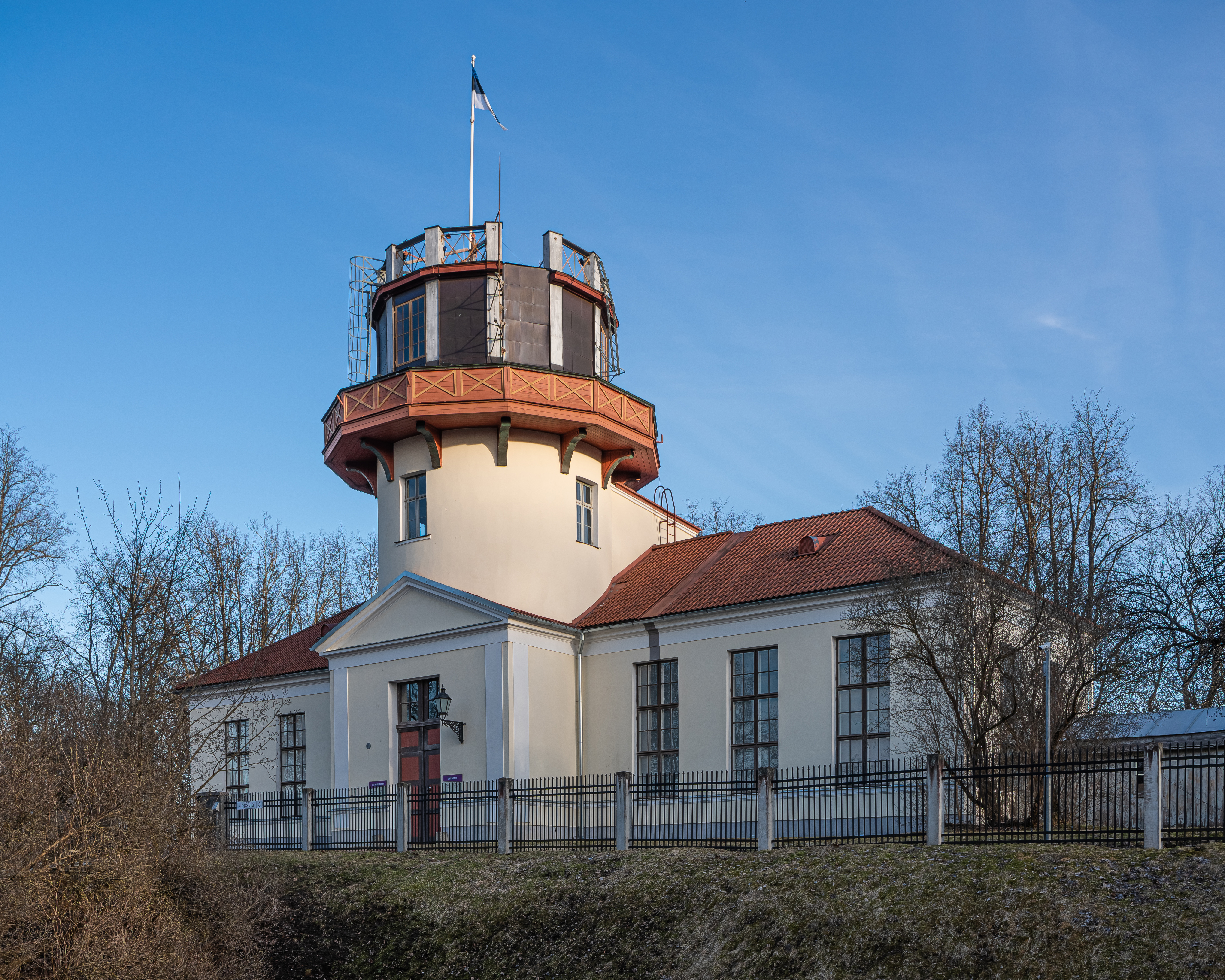
Sternwarte Dorpat

An der Altonaer Sternwarte nahm er die Stelle eines Observators an und veröffentlichte 1840 eine Abhandlung über den denkwürdigen Kometen von 1770, für die ihm der Preis der königlichen Gesellschaft der Wissenschaften in Kopenhagen zuteilwurde. 1842 wurde er unter Mädler Observator und 1865 Professor an der Sternwarte Dorpat. 1866 folgte er Mädler im Direktorat der Sternwarte Dorpat, die er bis zu seiner Pensionierung 1872 bekleidete (sie war 1867 um fünf Jahre aufgeschoben worden).
Seine größte Bedeutung gewann Clausen als rechnender Astronom. Insbesondere beschäftigte er sich mit Kometenbahnen. Auch als Mathematiker besaß er eine außerordentliche Rechenfreudigkeit. Er schreibt am 3. November 1826 an Utzschneider: „Theoretisches Studium der Mathematik hat immer für mich das größte Interesse gehabt.“ So berechnete er die Kreiszahl π mit einer Kontrollrechnung auf 250 Dezimalstellen (Reihe von John Machin bzw. Euler). In diesem Zusammenhang hatte er auch Interesse an zahlentheoretischen Fragen; so fand er 1840 unabhängig von Karl Georg Christian von Staudt über die Nenner der bernoullischen Zahlen den heute nach von Staudt und Clausen benannten Satz. Weiter zerlegte er 1853 die Zahl {\displaystyle {\tfrac {10^{17}-1}{9}}} in die Primfaktoren 2 071 723 und 5 363 222 357 und 1854 die Fermat-Zahl
{\displaystyle F_{6}=2^{64}+1} in 274177 und 67 280 421 310 721, wobei er hinzufügte, dass die letzte Zahl die größte bis dahin bekannte Primzahl sei. Auch auf dem Gebiet der unendlichen Reihen hat er bedeutende Einzelergebnisse gefunden. Z.B. hat er bereits 1830 vor Hjortnaes (1953) bzw. Roger Apéry (1978) und Melzak (1973) eine schnell konvergierende Reihe für {\displaystyle \zeta (3)} (Zeta-Funktion) angegeben:
{\displaystyle \zeta (3)={\tfrac {1}{2}}\pi \sum _{k=0}^{\infty }{\frac {\binom {2k}{k}}{2^{4k}(2k+1)^{2}}}-{\tfrac {3}{8}}\sum _{k=0}^{\infty }{\frac {1}{{\binom {2k+1}{k}}(k+1)^{3}}}}
1854 wurde er zum korrespondierenden Mitglied der Göttinger Akademie der Wissenschaften und 1856 der Russischen Akademie der Wissenschaften in Sankt Petersburg gewählt. 1856 erhält er die Gauß-Gedenkmedaille und wurde 1869 zusammen mit seinem Kollegen Ferdinand Minding Ehrenmitglied der Petersburger Universität. Der sonst im Lob sehr karge Gauß hatte mehrfach die mathematischen Fähigkeiten von Clausen wertgeschätzt.